# Zaïtchik
Pour plus de détails, voir Fiche technique et Distribution.
Zaïtchik (Зайчик) est un film soviétique réalisé par Leonid Bykov, sorti en 1964,.

## Fiche technique
- Photographie : Sergeï Ivanov
- Musique : Andreï Petrov
- Décors : Bella Manevitch-Kaplan, Lioudmila Moltchalina
- Montage : K. Lapik

## Distribution
- Leonid Bykov : Zaychik
- Olga Krasina : Natasha
- Igor Gorbachyov : Shabashnikov
- Sergey Filipovv : directeur du théâtre
- Georgiy Vitsin : assistant du directeur
- Igor Dmitriev : comte Nulin
- Lev Stepanov : Patronchikov